# Kurwastyle Project
Kurwastyle Project (imenom Martin) je češki DJ i producent ekstremne glazbe.
Njegovo prvo iskustvo s produciranjem je stekao 1996. kada je producirao pjesme u 8-bitnom stilu na starom računalu ZX Spectrum Plus. 1999. je službeno počeo producirati i DJ-ati rave, techno i ambijentalnu glazbu. Njegova prva hardcore/gabber pjesma je "Out Of Space" nakon koje je u razdoblju 2003. – 2005. producirao hardcore/gabber glazbu, no prestao ju je producirati 2006. iz razloga što je ta glazba prešla u "mainstream" i što je Martinu postajala sve sporijom i vrlo sladunjavom.
Počeo je producirati ekstremnu glazbu da bi tijekom vremena postao vrlo poznatim u ekstremnoj speedcore/splittercore sceni. DJ-i iz raznih zemalja su počeli koristiti njegove pjesme uživo na zabavama i događajima u miksevima, i mnogi obožavatelji ekstremne glazbe su počeli uživati u njegovoj glazbi.
2007. je postao članom mrežne izdavačke kuće Eppo Records, tako počevši surađivati sa svjetskim izvođačima i neke od njegovih pjesama su objavljene u pojedinim mrežnim izdavačkim kućama. U kolovozu iste godine, stvara malu "podzemnu" mrežnu izdavačku kuću Splitterblast Records, specijaliziranu za ekstremnu i eksperimentalnu glazbu.
2008., Kurwastyle Project počinje producirati speedcore, splittercore, breakcore i noisecore s 8-bitnim i atmosferičnim zvukovima i s također mnogo amen breakovima.
U lipnju 2008. održao je zabavu u klubu Krzyk u Gliwicama, Poljska. To je bio njegov prvi show uživo izvan Češke, a 2009. je počeo svirati u Njemačkoj.
2009. je objavio svoj prvi EP Das Ist Splitter.
Kurwastyle trenutno radi na mnogim projektima u mrežnoj izdavačkoj kući Splitterblast Records.

## Vanjske poveznice
- Službena stranica  Arhivirana inačica izvorne stranice od 30. srpnja 2010. (Wayback Machine)
- Diskografija
- MySpace stranica